# Andrea Barzagli
Andrea Barzagli (Fiesole, Toscana, 8 de Maio de 1981) é um ex-futebolista italiano que atuava como zagueiro.

## Carreira
Barzagli iniciou sua carreira em times menores da Itália, até chegar ao Palermo, onde devido a suas boas atuações, acabou sendo chamado para a Copa do Mundo de 2006.
Em 2008, acertou com o Wolfsburg. Logo em sua primeira temporada no clube alemão, foi campeão da Bundesliga na temporada 2008–09, sendo titular absoluto da equipe do técnico Felix Magath. Nas temporadas seguintes, não conseguiu manter o mesmo ritmo, permanecendo na equipe até 2011.
Em 2011, voltou a Itália para atuar na Juventus, sendo contratado por apenas 300 mil euros.Na equipe de Turim, tornou-se peça chave no inédito penta campeonato da Serie A, formando um trio de zaga respeitado em todo mundo ao lado de Leonardo Bonucci e Giorgio Chiellini.
Em 13 de abril de 2019, anunciou sua aposentadoria ao final da temporada.

## Seleção
Sua primeira convocação ocorreu em 2004. Fez parte do elenco da seleção italiana campeã da Copa do Mundo de 2006.
Na copa estreou na partida contra a Austrália, tendo entrado após a expulsão de Marco Materazzi, tendo em dois jogos disputados, cometido apenas uma falta, efetuado 6 desarmes e recebido 4 entradas faltosas de jogadores rivais.
Também disputou a Copa de 2014 no Brasil, além de três Euro: em 2008, 2012, aonde foi vice-campeão, e em 2016, ficando nas quartas de final. Após a eliminação na Euro 2016, chegou a anunciar sua aposentadoria da seleção, mas voltou atrás de sua decisão, á pedido do técnico Giampiero Ventura.
Voltou a jogar pela seleção no dia 1 de setembro de 2016, num amistoso contra França, em Bari, em jogo que terminou 3 a 1 para os franceses.
Em 13 de novembro de 2017, após empate com a Suécia, deixando a Itália fora da Copa de 2018, anunciou sua despedida da seleção.

## Títulos
Rondinella
- Serie D: 1998–99

Ascoli
- Serie C1: 2001–02

Wolfsburg
- Campeonato Alemão: 2008–09

Juventus
- Campeonato Italiano: 2011–12, 2012–13, 2013–14, 2014–15, 2015–16, 2016–17, 2017–18, 2018–19
- Coppa Italia: 2014–15, 2015–16, 2016–17, 2017–18
- Supercopa da Itália: 2012, 2013, 2015, 2018

Seleção Italiana
- Copa do Mundo: 2006

- Campeonato Europeu de Futebol Sub-21: 2004

### Prêmios individuais
- Serie A Equipe do ano: 2011–12, 2012–13, 2013–14